# آفتابی بوته‌ای
آفتابی بوته‌ای (نام علمی: Farsetia hamiltonii) نام یک گونه از سرده آفتابی است. سردهٔ آفتابی در ایران ۳ گونهٔ علفی یک ساله و چند ساله دارد که هر سه گونه در جنوب شرقی ایران در استان‌های بلوچستان و هرمزگان می‌رویند. آفتابی بوته‌ای یکی از ۳ گونهٔ موجود در ایران است.